# (23455) Fumi
(23455) Fumi ist ein Asteroid des Hauptgürtels, der von dem japanischen Astronomen Tsuko Nakamura am 5. Dezember 1988 am Kiso-Observatorium (IAU-Code 381) auf der Grenze der Präfekturen Nagano und Präfektur Gifu entdeckt wurde.
Der Himmelskörper wurde am 24. Juni 2002 nach der japanischen Astronomin Fumi Yoshida (* 1966) benannt.